# Melitaea interrupta
Melitaea interrupta är en fjärilsart som beskrevs av Skala 1907. Melitaea interrupta ingår i släktet Melitaea och familjen praktfjärilar. Inga underarter finns listade i Catalogue of Life.